# تصفيات بطولة آسيا تحت 16 سنة لكرة القدم 2016
حددت المرحلة المؤهلة لبطولة آسيا تحت 16 سنة لكرة القدم 2016 الفرق المشاركة في بطولة آسيا تحت 16 سنة لكرة القدم 2016، وهي بطولة شبابية لكرة القدم ينظمها الاتحاد الآسيوي لكرة القدم (أي إف سي) للمنتخبات الوطنية للرجال تحت 16 سنة في القارة.
وتأهل 16 فريقاً للعب في نهائيات البطولة، بينهم الهند صاحبة الضيافة التي تأهلت بشكل مباشر إلا أنها خاضت غمار التصفيات كذلك.
يشار إلى أن بطولة آسيا تحت 16 سنة لكرة القدم 2016 هي بحد ذاتها بطولة تأهيلية لكأس العالم تحت 17 سنة لكرة القدم 2017 في الهند، حيث سيتأهل أفضل أربعة فرق (على اعتبار أن الهند تأهلت بشكل مباشر كونها المستضيف، سيكون بوسع الفريق صاحب المركز الخامس التأهل أيضاً إذا حلت الهند بين الأربعة الكبار).

## القرعة
عقدت قرعة التصفيات يوم 5 يونيو 2015 في مقر الاتحاد الآسيوي لكرة القدم في كوالالمبور. وقرر 45 فريقاً المشاركة في التصفيات المؤهلة ووضعتهم القرعة في إحدى عشر مجموعة.
- منطقة الغرب، لديها 24 فريقاً من وسط آسيا، جنوب آسيا وغرب آسيا وجرى تقسيمهم إلى ست مجموعات تضم أربعة فرق.
- منطقة الشرق، لديها 21 فريقاً من آسيان وشرق آسيا وجرى تقسيمهم إلى مجموعة واحدة تضم خمسة فرق وأربعة مجموعات تضم أربعة فرق.

تم تصنيف المنتخبات المشاركة بحسب نتائجهم في النسخة الماضية عام 2014.
|                           | المستوى 1                                                      | المستوى 2                                                              | المستوى 3                                                 | المستوى 4                                                    | المستوى 5     |
| ------------------------- | -------------------------------------------------------------- | ---------------------------------------------------------------------- | --------------------------------------------------------- | ------------------------------------------------------------ | ------------- |
| منطقة الغرب (مجموعات أ–س) | إيران · نيبال · قطر · أوزبكستان · السعودية · سوريا             | البحرين · الكويت · عمان · طاجيكستان · الإمارات العربية المتحدة · اليمن | أفغانستان · الهند · العراق · قرغيزستان · باكستان · فلسطين | بنغلاديش · الأردن · لبنان · المالديف · سريلانكا · تركمانستان |               |
| منطقة الشرق (مجموعات ص–ق) | أستراليا · اليابان · ماليزيا · كوريا الشمالية · كوريا الجنوبية | الصين · هونغ كونغ · لاوس · تايلاند · فيتنام                            | بروناي · تايبيه الصينية · ميانمار · الفلبين · سنغافورة    | كمبوديا · غوام · ماكاو · منغوليا · ماريانا الشمالية1         | تيمور الشرقية |

| لن يشاركوا  | لن يشاركوا                                            |
| ----------- | ----------------------------------------------------- |
| منطقة الغرب | بوتان                                                 |
| منطقة الشرق | إندونيسيا (مستبعد في أعقاب إيقاف نشاطه من قبل الفيفا) |

ملاحظة:
1 غير عضو في الفيفا، لذا غير مؤهل للمشاركة في كأس العالم تحت 17 سنة لكرة القدم.

## أهلية اللاعبين
اللاعبين الذين ولدوا في أو بعد يوم 1 يناير 2000 كانوا مؤهلين لخوض بطولة آسيا تحت 16 سنة لكرة القدم 2016.

## الشكل
لعبت المنتخبات في كل مجموعة سوياً مرة واحدة على أرض أحد فرق المجموعة تم تحديدها مسبقاً. وتأهل إلى النهائيات متصدري المجموعات الإحدى عشر بالإضافة إلى أفضل أربعة فرق احتلت المركز الثاني بين كل المجموعات. في حال كانت الهند متصدرة إحدى المجموعات أو بين أفضل أربعة ثواني، فإن أفضل وصيف خامس كان سيتأهل أيضاً إلى البطولة.

### كسر التعادل
تم ترتيب الفرق وفقاً للنقاط (3 نقاط للفوز، نقطة واحدة للتعادل و0 للخسارة). في حال تعادل فريقين أو أكثر بالنقاط بعد انتهاء مباريات المجموعة، تطبق المعايير التالية لتحديد المراتب.
1. أكبر عدد من النقاط المحصل عليها في مباريات المجموعة بين الفرق المعنية؛
2. أكبر فارق أهداف ناتج عن مباريات المجموعة بين الفرق المعنية؛
3. أكبر عدد من الأهداف المسجلة في مباريات المجموعة بين الفرق المعنية؛
4. في حال ظل فريقين أو أكثر متساوين بالترتيب بعد تطبيق المعايير سالفة الذكر، يجب إعادة تطبيق المعايير المذكورة أعلاه، وفقاً للتريب المسرود، لتحديد ترتيب تلك الفرق. إذا لم يؤدي هذا الإجراء إلى نتيجة، تطبق المعايير التالية؛
5. أكبر فارق أهداف في جميع مباريات المجموعة؛
6. أكبر عدد من الأهداف المسجلة في جميع مباريات المجموعة؛
7. ركلات من نقطة الجزاء في حال كان فريقين فقط متساوين وكلاهما على أرض الملعب؛
8. أقل نتيجة محتسبة وفقاً لعدد البطاقات الصفراء والحمراء التي تحصل عليها الفريق في مباريات المجموعة؛ (نقطة للحصول على بطاقة صفراء واحدة، 3 نقاط للحصول على بطاقة حمراء نتيجة التحصل على بطاقتين صفراوين، 3 نقاط للحصول على بطاقة حمراء مباشرة، 4 نقاط للحصول على بطاقة صفراء يتبعها بطاقة حمراء مباشرة)؛
9. إجراء قرعة.

## المجموعات
لعبت المباريات في الفترة بين 2–6 سبتمبر 2015 بالنسبة للمجموعة ط؛ 12–20 سبتمبر 2015 للمجموعة ص (مجموعة خماسية)؛ 16–20 سبتمبر 2015 لباقي المجموعات.
| مفاتيح الألوان في جداول المجموعات                                                    |
| ------------------------------------------------------------------------------------ |
| تأهل متصدري المجموعات وأفضل أربعة ثواني، بالإضافة إلى الهند المستضيفة إلى النهائيات. |
| منسحب                                                                                |

### المجموعة أ
- أقيمت جميع المباريات في فلسطين.
- الأوقات الواردة حسب ت ع م+3.

| م | الفريق     | لعب | ف | ت | خ | أ.له | أ.ع | أ.ف | نقاط | التأهل    |
| - | ---------- | --- | - | - | - | ---- | --- | --- | ---- | --------- |
| 1 | أوزبكستان  | 3   | 3 | 0 | 0 | 19   | 2   | +17 | 9    | النهائيات |
| 2 | اليمن      | 3   | 2 | 0 | 1 | 10   | 5   | +5  | 6    |           |
| 3 | فلسطين (H) | 3   | 1 | 0 | 2 | 3    | 8   | −5  | 3    |           |
| 4 | المالديف   | 3   | 0 | 0 | 3 | 0    | 17  | −17 | 0    |           |

| أوزبكستان | 8–0   | المالديف |
| --- | ----- | -------- |
| رسول يولدوشوف 12'، 50'، 71' · عبد الناظر عبد الرحمنوف 60'، 74'، 86' · إسلام كريموف 62' · أبو بكر مويدينوف 83' | تقرير |          |

| اليمن                       | 2–0   | فلسطين |
| --------------------------- | ----- | ------ |
| عبد المجيد صبارة 86'، 90+3' | تقرير |        |

| المالديف | 0–6   | اليمن                                                                                                   |
| -------- | ----- | --- |
|          | تقرير | وليد أسود 23'، 34' · مراد مرشد 29' · محمد أزهان حميد 32' (ه.ذ.) · مختار الخليل 43' · أحمد حامد سعيد 75' |

| فلسطين | 0–6   | أوزبكستان |
| ------ | ----- | --- |
|        | تقرير | اختيار خولدوروف 13' · عبد الحي إسماعيلوف 20' · أبو بكر مويدينوف 29' (ركلة.)، 33' · بهرامجان سواتوف 83' · أوستون أورونوف 89' |

| أوزبكستان                                                            | 5–2   | اليمن                               |
| -------------------------------------------------------------------- | ----- | ----------------------------------- |
| رسول يولدوشوف 23'، 67'، 69' · أبو بكر مويدينوف 37' · شكرت نعمتوف 41' | تقرير | محمد الحمداني 35' · مراد مرشد 90+1' |

| فلسطين                                   | 3–0   | المالديف |
| ---------------------------------------- | ----- | -------- |
| أحمد عليان 11'، 18' · أحمد أبو رداحة 17' | تقرير |          |

### المجموعة ب
- أقيمت جميع المباريات في قيرغيزستان.
- الأوقات الواردة حسب ت ع م+6.

| م | الفريق        | لعب | ف | ت | خ | أ.له | أ.ع | أ.ف | نقاط | التأهل    |
| - | ------------- | --- | - | - | - | ---- | --- | --- | ---- | --------- |
| 1 | قرغيزستان (H) | 3   | 2 | 0 | 1 | 7    | 3   | +4  | 6    | النهائيات |
| 2 | عمان          | 3   | 2 | 0 | 1 | 5    | 2   | +3  | 6    | النهائيات |
| 3 | الأردن        | 3   | 2 | 0 | 1 | 6    | 4   | +2  | 6    |           |
| 4 | نيبال         | 3   | 0 | 0 | 3 | 0    | 9   | −9  | 0    |           |

1. ↑  في 27 أكتوبر 2015، أعلن الاتحاد الآسيوي لكرة القدم معاقبة نيبال نظراً لفشل اللاعب مانيش كاركي في اختبار الرنين المغناطيسي الذي أكد اكتمال نمو العظام لديه.[6] تقرر اعتبار نيبال خاسرة في جميع مبارياتها التي أشرك فيها اللاعب بنتيجة 3–0.[7]

| نيبال               | 0–3 منحت | الأردن              |
| ------------------- | -------- | ------------------- |
| ريجين سوبا 27'، 69' | تقرير    | مهند أبو عواد 90+2' |

| عمان                                | 2–0   | قرغيزستان |
| ----------------------------------- | ----- | --------- |
| معتصم البكري 10' · محمد الخميسي 27' | تقرير |           |

| الأردن                              | 2–0   | عمان |
| ----------------------------------- | ----- | ---- |
| خالد صياحين 82' · مهند أبو عواد 83' | تقرير |      |

| قرغيزستان                                            | 3–0 منحت | نيبال                                                              |
| ---------------------------------------------------- | -------- | ------------------------------------------------------------------ |
| غولجيغيت بوروباييف 29' · أمير شيغايباييف 31' (ركلة.) | تقرير    | مانيش باهادور كاركي 55' · ريجين سوبا 67' · دينيش هينجان 73'، 90+2' |

| نيبال                     | 0–3 منحت | عمان                                                             |
| ------------------------- | -------- | ---------------------------------------------------------------- |
| بريزين تامانغ 88' (ركلة.) | تقرير    | ثامر الزعابي 11' · محمد الخميسي 44' (ركلة.) · محمد القائدي 90+2' |

| قرغيزستان                                                                                       | 4–1   | الأردن               |
| ----------------------------------------------------------------------------------------------- | ----- | -------------------- |
| غولجيغيت أليكولوف 11' · أمير شيغايباييف 33' · ماكسات جاكيبالييف 72' · تيمور أولو أوروزبيك 90+4' | تقرير | ليث حبول 48' (ركلة.) |

### المجموعة ج
- أقيمت جميع المباريات في قطر.
- الأوقات الواردة حسب ت ع م+3.

| م | الفريق     | لعب | ف | ت | خ | أ.له | أ.ع | أ.ف | نقاط | التأهل    |
| - | ---------- | --- | - | - | - | ---- | --- | --- | ---- | --------- |
| 1 | العراق     | 3   | 3 | 0 | 0 | 9    | 1   | +8  | 9    | النهائيات |
| 2 | طاجيكستان  | 3   | 2 | 0 | 1 | 7    | 4   | +3  | 6    |           |
| 3 | قطر (H)    | 3   | 1 | 0 | 2 | 5    | 2   | +3  | 3    |           |
| 4 | تركمانستان | 3   | 0 | 0 | 3 | 1    | 15  | −14 | 0    |           |

| قطر                                                                          | 5–0   | تركمانستان |
| ---------------------------------------------------------------------------- | ----- | ---------- |
| أحمد الغنيهي 10' · محمد عبد الرحمن 40' · هشام علي 60'، 90+4' · صالح سعيد 83' | تقرير |            |

| طاجيكستان         | 1–3   | العراق                                                          |
| ----------------- | ----- | --------------------------------------------------------------- |
| فريدون نعمتوف 39' | تقرير | محمد رضا جليل 45' · منتظر عبد السادة 45+2' · علاء عنان جبار 68' |

| تركمانستان        | 1–5   | طاجيكستان |
| ----------------- | ----- | --- |
| كريم قرابيكوف 85' | تقرير | زيوفودين فوزايلوف 3' · وحدت حنانوف 45+3' · آغاجان جمعاييف 50' (ه.ذ.) · مبينجان مؤمنوف 67' · آفاز قامتشينوف 82' |

| العراق              | 1–0   | قطر |
| ------------------- | ----- | --- |
| علاء عدنان جبار 22' | تقرير |     |

| قطر | 0–1   | طاجيكستان             |
| --- | ----- | --------------------- |
|     | تقرير | زيوفودين فوزايلوف 82' |

| العراق                                                                          | 5–0   | تركمانستان |
| ------------------------------------------------------------------------------- | ----- | ---------- |
| علاء عدنان جبار 19'، 51' (ركلة.)، 54' · أحمد سرتيب عمر 32' · صالح مهدي صالح 53' | تقرير |            |

### المجموعة د
- أقيمت جميع المباريات في بنغلاديش.
- الأوقات الواردة حسب ت ع م+6.

| م | الفريق                   | لعب | ف | ت | خ | أ.له | أ.ع | أ.ف | نقاط | التأهل    |
| - | ------------------------ | --- | - | - | - | ---- | --- | --- | ---- | --------- |
| 1 | السعودية                 | 2   | 2 | 0 | 0 | 11   | 3   | +8  | 6    | النهائيات |
| 2 | الإمارات العربية المتحدة | 2   | 1 | 0 | 1 | 8    | 7   | +1  | 3    | النهائيات |
| 3 | بنغلاديش (H)             | 2   | 0 | 0 | 2 | 2    | 11  | −9  | 0    |           |
| 4 | باكستان                  | 0   | 0 | 0 | 0 | 0    | 0   | 0   | 0    | انسحب     |

| السعودية | 5–1   | بنغلاديش            |
| --- | ----- | ------------------- |
| نايف موسى الماس 40' · فراس البريكان 56' · محمد منصور مالي 82' (ركلة.) · عبد العزيز الضويحي 84' · حمد العبدان 90' | تقرير | سروار زمان نيبو 29' |

| بنغلاديش      | 1–6   | الإمارات العربية المتحدة                                                                   |
| ------------- | ----- | ------------------------------------------------------------------------------------------ |
| محمد شاون 52' | تقرير | عبد الله النقبي 12' · ماجد راشد 18'، 62' (ركلة.)، 68' · سلطان سعيد 22' · علي صالح عمرو 38' |

| السعودية                                                                          | 6–2   | الإمارات العربية المتحدة                             |
| --------------------------------------------------------------------------------- | ----- | ---------------------------------------------------- |
| علي الشيخي 8' · حمد العبدان 16'، 57'، 70' · ضاري العنزي 27' · نايف موسى الماس 61' | تقرير | عبد العزيز المالكي 5' (ه.ذ.) · ماجد راشد 48' (ركلة.) |

### المجموعة ر
- أقيمت جميع المباريات في إيران.
- الأوقات الواردة حسب ت ع م+4:30.

| م | الفريق    | لعب | ف | ت | خ | أ.له | أ.ع | أ.ف | نقاط | التأهل            |
| - | --------- | --- | - | - | - | ---- | --- | --- | ---- | ----------------- |
| 1 | إيران (H) | 3   | 3 | 0 | 0 | 12   | 1   | +11 | 9    | النهائيات         |
| 2 | الهند     | 3   | 2 | 0 | 1 | 11   | 3   | +8  | 6    | النهائيات كمستضيف |
| 3 | البحرين   | 3   | 1 | 0 | 2 | 2    | 12  | −10 | 3    |                   |
| 4 | لبنان     | 3   | 0 | 0 | 3 | 2    | 11  | −9  | 0    |                   |

| البحرين | 0–5   | الهند                                                                                      |
| ------- | ----- | ------------------------------------------------------------------------------------------ |
|         | تقرير | غاستون دسيلفا 16' · أمان تشيتري 20'، 48' · بوريس سينغ تانغجام 29' · سوريش سينغ وانغجام 77' |

| إيران                                                            | 3–1   | لبنان          |
| ---------------------------------------------------------------- | ----- | -------------- |
| وحيد نامداري 9' (ركلة.) · محمد رضا غبيشاوي 12' · محمد سرداري 47' | تقرير | محمود قعور 87' |

| لبنان             | 1–2   | البحرين                        |
| ----------------- | ----- | ------------------------------ |
| جواد عبد الله 17' | تقرير | خالد عبد الله 38' (ركلة.)، 51' |

| الهند | 0–3   | إيران                                               |
| ----- | ----- | --------------------------------------------------- |
|       | تقرير | محمد شريفي 17' · أمير خدامرادي 43' · محمد قادري 65' |

| الهند | 6–0   | لبنان |
| --- | ----- | ----- |
| سوريش سينغ وانغجام 29'، 71'، 89' · أنطوان حبيب بلدي 75' (ه.ذ.) · كومال تاتال 77' · أمارجيت سينغ كيام 80' | تقرير |       |

| إيران                                                                                              | 6–0   | البحرين |
| -------------------------------------------------------------------------------------------------- | ----- | ------- |
| محمد رضا غبيشاوي 1' · محمد شريفي 18'، 51' · محسن غودرزي 45' · عرفان صادقي 65' · محمد رضا داوري 89' | تقرير |         |

### المجموعة س
- أقيمت جميع المباريات في الكويت.
- الأوقات الواردة حسب ت ع م+3.

| م | الفريق     | لعب | ف | ت | خ | أ.له | أ.ع | أ.ف | نقاط | التأهل    |
| - | ---------- | --- | - | - | - | ---- | --- | --- | ---- | --------- |
| 1 | الكويت (H) | 2   | 1 | 1 | 0 | 1    | 0   | +1  | 4    | النهائيات |
| 2 | سوريا      | 2   | 0 | 2 | 0 | 2    | 2   | 0   | 2    |           |
| 3 | أفغانستان  | 2   | 0 | 1 | 1 | 2    | 3   | −1  | 1    |           |
| 4 | سريلانكا   | 0   | 0 | 0 | 0 | 0    | 0   | 0   | 0    | انسحب     |

| أفغانستان                         | 2–2   | سوريا                                 |
| --------------------------------- | ----- | ------------------------------------- |
| أمير علي 29' · أميد حيدر صانع 56' | تقرير | محمد ملطة 45+2' · محمد فارس كنعان 70' |

| الكويت        | 1–0   | أفغانستان |
| ------------- | ----- | --------- |
| جاسم راشد 52' | تقرير |           |

| سوريا | 0–0   | الكويت |
| ----- | ----- | ------ |
|       | تقرير |        |

### المجموعة ص
- أقيمت جميع المباريات في لاوس.
- الأوقات الواردة حسب ت ع م+7.

| م | الفريق           | لعب | ف | ت | خ | أ.له | أ.ع | أ.ف | نقاط | التأهل    |
| - | ---------------- | --- | - | - | - | ---- | --- | --- | ---- | --------- |
| 1 | ماليزيا          | 4   | 3 | 1 | 0 | 22   | 1   | +21 | 10   | النهائيات |
| 2 | لاوس (H)         | 4   | 2 | 2 | 0 | 13   | 3   | +10 | 8    |           |
| 3 | تيمور الشرقية    | 4   | 2 | 1 | 1 | 18   | 2   | +16 | 7    |           |
| 4 | الفلبين          | 4   | 1 | 0 | 3 | 10   | 24  | −14 | 3    |           |
| 5 | ماريانا الشمالية | 4   | 0 | 0 | 4 | 2    | 35  | −33 | 0    |           |

| تيمور الشرقية | 8–0   | ماريانا الشمالية |
| --- | ----- | ---------------- |
| جيليتو كورته-ريال ليته سميث 45' · دانيلسون كونسيساو أراوجو 49' · أرميندو فييرا سواريز غوسماو 51' · جواو بيدرو دا سيلفا فريتاس 66'، 88' · دوم لوكاس مارتينز فاتيما براز 70' · يافيت بيليما باروس 72' · أورسيليو نوبيليتو مويزس 81' | تقرير |                  |

| الفلبين                  | 1–6   | لاوس                                                                                       |
| ------------------------ | ----- | ------------------------------------------------------------------------------------------ |
| فيدل فيكتور تاكاردون 88' | تقرير | نيلانه إينتابانيا 18'، 34' · بونباتشان بونكونغ 47' · سايا مونلانغسي 56' · نيلان 75'، 90+1' |

| ماريانا الشمالية | 0–13  | ماليزيا |
| ---------------- | ----- | --- |
|                  | تقرير | محمد إيزرين 6'، 32'، 54'، 67' · نور أميرول 22' · عارف شاكرين 36'، 46' · محمد إقبال حاكم 41'، 44'، 56' · محمد ألف صفوان 58'، 61' · محمد نجمي 89' |

| تيمور الشرقية | 9–0   | الفلبين |
| --- | ----- | ------- |
| دانيلسون كونسيساو أراوجو 18'، 28'، 54' · جواو بيدرو دا سيلفا فريتاس 38'، 62' · جيليتو كورته-ريال ليته سميث 53' · فيلومينو جونيور دا كوستا 70' · دوم لوكاس مارتينز فاتيما براز 73'، 89' | تقرير |         |

| ماليزيا         | 1–0   | تيمور الشرقية |
| --------------- | ----- | ------------- |
| عارف شاكرين 79' | تقرير |               |

| لاوس                                                                            | 5–0   | ماريانا الشمالية |
| ------------------------------------------------------------------------------- | ----- | ---------------- |
| سايافون سينغسافانغ 53'، 56'، 61' · بوالافا تشاليونسوك 79' · تاتايا فوتافونغ 81' | تقرير |                  |

| الفلبين | 0–7   | ماليزيا |
| ------- | ----- | --- |
|         | تقرير | بريتشي روي جيمس 26' (ه.ذ.) · ألف هيكل لقمان 32' · محمد إقبال حاكم 36' · محمد إيزرين 42' · محمد ألف صفوان 67'، 70' · زين العارفين 74' |

| لاوس                       | 1–1   | تيمور الشرقية                  |
| -------------------------- | ----- | ------------------------------ |
| سالفادور فاريلا 20' (ه.ذ.) | تقرير | جواو بيدرو دا سيلفا فريتاس 43' |

| ماريانا الشمالية                             | 2–9   | الفلبين |
| -------------------------------------------- | ----- | --- |
| أنتوني غرانت فروت 45+1' · سونجون تينوريو 47' | تقرير | كير جون نابوليتانو 8' · فيدل فيكتور تاكاردون 11'، 67'، 69' · ماريانو سوبا 18'، 65'، 73' · كايل رونكيلو 41' · جيلاني بوربون 77' |

| ماليزيا            | 1–1   | لاوس                     |
| ------------------ | ----- | ------------------------ |
| أزرين بن أزهري 48' | تقرير | بوالافا تشاليونسوك 45+1' |

### المجموعة ط
- أقيمت جميع المباريات في سنغافورة.
- الأوقات الواردة حسب ت ع م+8.

| م | الفريق         | لعب | ف | ت | خ | أ.له | أ.ع | أ.ف | نقاط | التأهل    |
| - | -------------- | --- | - | - | - | ---- | --- | --- | ---- | --------- |
| 1 | كوريا الشمالية | 3   | 3 | 0 | 0 | 12   | 0   | +12 | 9    | النهائيات |
| 2 | تايلاند        | 3   | 2 | 0 | 1 | 6    | 2   | +4  | 6    | النهائيات |
| 3 | سنغافورة (H)   | 3   | 1 | 0 | 2 | 3    | 9   | −6  | 3    |           |
| 4 | كمبوديا        | 3   | 0 | 0 | 3 | 1    | 11  | −10 | 0    |           |

| كوريا الشمالية                                                                              | 7–0   | كمبوديا |
| ------------------------------------------------------------------------------------------- | ----- | ------- |
| كونغ جين-سونغ 6'، 53'، 72' · كوون نام-هيوك 29' · كيم تشونغ-جين 43'، 60' · كيم كيونغ-سوك 50' | تقرير |         |

| تايلاند                                               | 5–0   | سنغافورة |
| ----------------------------------------------------- | ----- | -------- |
| كوراويتش تاسا 18'، 59'، 73' · جيناوات روسامي 28'، 45' | تقرير |          |

| كمبوديا | 0–1   | تايلاند           |
| ------- | ----- | ----------------- |
|         | تقرير | كوراويتش تاسا 13' |

| سنغافورة | 0–3   | كوريا الشمالية                              |
| -------- | ----- | ------------------------------------------- |
|          | تقرير | يون مين 15' · كيي تام 71' · ري سونغ-جين 90' |

| كوريا الشمالية                   | 2–0   | تايلاند |
| -------------------------------- | ----- | ------- |
| كيي تام 32' · بايك كوانغ-مين 62' | تقرير |         |

| سنغافورة                                                 | 3–1   | كمبوديا           |
| -------------------------------------------------------- | ----- | ----------------- |
| غلين كويه 69' · خيري بن عبد الحميد 81' · عرفان جيفري 88' | تقرير | سيينغ تشانتيا 48' |

### المجموعة ع
- أقيمت جميع المباريات في الصين.
- الأوقات الواردة حسب ت ع م+8.

| م | الفريق         | لعب | ف | ت | خ | أ.له | أ.ع | أ.ف | نقاط | التأهل    |
| - | -------------- | --- | - | - | - | ---- | --- | --- | ---- | --------- |
| 1 | كوريا الجنوبية | 3   | 3 | 0 | 0 | 27   | 0   | +27 | 9    | النهائيات |
| 2 | الصين (H)      | 3   | 2 | 0 | 1 | 11   | 4   | +7  | 6    |           |
| 3 | تايبيه الصينية | 3   | 1 | 0 | 2 | 2    | 8   | −6  | 3    |           |
| 4 | ماكاو          | 3   | 0 | 0 | 3 | 1    | 29  | −28 | 0    |           |

| الصين         | 1–0   | تايبيه الصينية |
| ------------- | ----- | -------------- |
| تشين رونغ 78' | تقرير |                |

| كوريا الجنوبية | 17–0  | ماكاو |
| --- | ----- | ----- |
| بارك جيون-غين 7'، 17'، 24'، 39'، 52'، 56' · كو جون-هي 10'، 82' · لي دونغ-ريول 31'، 58'، 67' · شين سانغ-وي 36'، 41'، 70'، 75' · سون جاي-هيوك 62' · يو جي-هو 64' | تقرير |       |

| ماكاو | 0–10  | الصين |
| ----- | ----- | --- |
|       | تقرير | جو جون تشين 8'، 32' · جو تشين جيي 17' · تشين تشوانجيانغ 20' · تشين رونغ 35' · وو زيوي 50'، 73'، 81' · غينغ تاي لي 59' · سون تشين هان 90+2' |

| تايبيه الصينية | 0–6   | كوريا الجنوبية                                                                              |
| -------------- | ----- | ------------------------------------------------------------------------------------------- |
|                | تقرير | تشيون سيونغ-هون 19' · كيم دونغ-بوم 29'، 90+2' · يونغ دونغ-هيون 37' · بارك تشان-بين 63'، 70' |

| كوريا الجنوبية                                                            | 4–0   | الصين |
| ------------------------------------------------------------------------- | ----- | ----- |
| لي دونغ-ريول 9' · يونغ دونغ-هيون 15' · كيم تاي-هوان 51' · شين سانغ-وي 56' | تقرير |       |

| تايبيه الصينية                      | 2–1   | ماكاو              |
| ----------------------------------- | ----- | ------------------ |
| تشين وي-تزي 46' · تساي تشينغ-جو 75' | تقرير | ليونغ تشي سينغ 82' |

### المجموعة ف
- أقيمت جميع المباريات في فيتنام.
- الأوقات الواردة حسب ت ع م+7.

| م | الفريق     | لعب | ف | ت | خ | أ.له | أ.ع | أ.ف | نقاط | التأهل    |
| - | ---------- | --- | - | - | - | ---- | --- | --- | ---- | --------- |
| 1 | أستراليا   | 3   | 3 | 0 | 0 | 18   | 1   | +17 | 9    | النهائيات |
| 2 | فيتنام (H) | 3   | 2 | 0 | 1 | 23   | 2   | +21 | 6    | النهائيات |
| 3 | ميانمار    | 3   | 1 | 0 | 2 | 12   | 8   | +4  | 3    |           |
| 4 | غوام       | 3   | 0 | 0 | 3 | 0    | 42  | −42 | 0    |           |

| أستراليا | 14–0  | غوام |
| --- | ----- | ---- |
| خافيير بيناولا نابوتي 5' (ه.ذ.) · رحمت أكبري 15'، 46' · أنتونيس مارتيس 39' · ميرزا مرادوفيتش 43'، 53'، 59' · جايدون سيلدن 45+1'، 80' · أحمد سويدان 65' (ركلة.)، 79'، 90' · أندرو فيسكيليو 70' · رايان ييتس 77' | تقرير |      |

| فيتنام | 5–1   | ميانمار                |
| ------ | ----- | ---------------------- |
|        | تقرير | أونغ تشيت أو كو كو 30' |

| ميانمار           | 1–3   | أستراليا                                            |
| ----------------- | ----- | --------------------------------------------------- |
| هين هتيت أونغ 25' | تقرير | لاتشلان بروك 2' · مارك موريتش 27' · رامي نجارين 37' |

| غوام | 0–18  | فيتنام |
| ---- | ----- | --- |
|      | تقرير | نغوين دوي خييم 1'، 78'، 83' · بوي أنه دوك 8'، 30'، 32'، 38' · ماك نغوك ها 11'، 35'، 49' · نغوين خاك خييم 29' · نغوين هو تانغ 54' · أونغ نغوك تيين 63' (ركلة.) · تران فان دات 67' (ركلة.)، 80' · نغوين ترونغ لونغ 70' · فو دينه هاي 81'، 85' |

| ميانمار | 10–0  | غوام |
| --- | ----- | ---- |
| هتون ساي 10'، 43'، 68' · كياو كياو هتيت 16'، 33'، 35'، 73' · بو بو أونغ 18' · تيت باينغ هتو 26' · هين هتيت أونغ 90' | تقرير |      |

| أستراليا          | 1–0   | فيتنام |
| ----------------- | ----- | ------ |
| ميرسيم ميميتي 30' | تقرير |        |

### المجموعة ق
- أقيمت جميع المباريات في منغوليا.
- الأوقات الواردة حسب ت ع م+9.

| م | الفريق      | لعب | ف | ت | خ | أ.له | أ.ع | أ.ف | نقاط | التأهل    |
| - | ----------- | --- | - | - | - | ---- | --- | --- | ---- | --------- |
| 1 | اليابان     | 2   | 2 | 0 | 0 | 24   | 0   | +24 | 6    | النهائيات |
| 2 | هونغ كونغ   | 2   | 1 | 0 | 1 | 5    | 9   | −4  | 3    |           |
| 3 | منغوليا (H) | 2   | 0 | 0 | 2 | 2    | 22  | −20 | 0    |           |
| 4 | بروناي      | 0   | 0 | 0 | 0 | 0    | 0   | 0   | 0    | انسحب     |

| منغوليا | 0–17  | اليابان |
| ------- | ----- | --- |
|         | تقرير | آيومو سيكو 6' (ركلة.) · تاكيفوسا كوبو 8'، 24'، 44'، 45+1'، 60' · تايسي ميياشيرو 16'، 34'، 82' · أكيتو تاناهاشي 33' · ري هيراكاوا 37'، 72'، 79' · تويتشي سوزوكي 42' · كيتو ناكامورا 49'، 56' · يوكيناري سوغاوارا 51' |

| هونغ كونغ | 5–2   | منغوليا                                            |
| --- | ----- | -------------------------------------------------- |
| جوناتان لينوكس تشيونغ 4' (ركلة.) · إريك أندرس ويلبورن 45+2' · تشان كا شينغ 63' · إيتان يونغ يات يونغ 76'، 85' | تقرير | خوسبايار باياركو 68' · بات-إرديني إردينيتشيميغ 89' |

| اليابان | 7–0   | هونغ كونغ |
| --- | ----- | --------- |
| كيتو ناكامورا 15' · يوكيناري سوغاوارا 34' · أكيتو تاناهاشي 71'، 90+1' · آيومو سيكو 75' · هيروتو يامادا 79' · ري هيراكاوا 84' | تقرير |           |

## ترتيب الفرق التي احتلت المركز الثاني
تم تحديد ترتيب الفرق التي احتلت المركز الثاني من جميع المجموعات كالآتي:
1. أكبر عدد من النقاط المحصل عليها في مباريات المجموعة؛
2. أكبر فارق أهداف ناتج عن مباريات المجموعة؛
3. أكبر عدد من الأهداف المسجلة في مباريات المجموعة؛
4. أكبر عدد من الانتصارات في مباريات المجموعة؛
5. أقل نتيجة محتسبة وفقاً لعدد البطاقات الصفراء والحمراء التي تحصل عليها الفريق في مباريات المجموعة؛ (نقطة للحصول على بطاقة صفراء واحدة، 3 نقاط للحصول على بطاقة حمراء نتيجة التحصل على بطاقتين صفراوين، 3 نقاط للحصول على بطاقة حمراء مباشرة، 4 نقاط للحصول على بطاقة صفراء يتبعها بطاقة حمراء مباشرة)؛
6. إجراء قرعة.

من أجل ضمان المساواة عند مقارنة سجل الوصيف بين جميع المجموعات، شطبت نتائج المباريات ضد الفرق التي احتلت المركزين الرابع والخامس في المجموعات التي تضم أربعة أو خمسة فرق بسبب احتواء المجموعة ات د، س، وق على ثلاثة فرق قفط بعد انسحاب أحد الفرق في المجموعات.
| م  | مج | الفريق                   | لعب | ف | ت | خ | أ.له | أ.ع | أ.ف | نقاط | التأهل            |
| -- | -- | ------------------------ | --- | - | - | - | ---- | --- | --- | ---- | ----------------- |
| 1  | ف  | فيتنام                   | 2   | 1 | 0 | 1 | 5    | 2   | +3  | 3    | النهائيات         |
| 2  | ط  | تايلاند                  | 2   | 1 | 0 | 1 | 5    | 2   | +3  | 3    | النهائيات         |
| 3  | ر  | الهند                    | 2   | 1 | 0 | 1 | 5    | 3   | +2  | 3    | النهائيات كمستضيف |
| 4  | د  | الإمارات العربية المتحدة | 2   | 1 | 0 | 1 | 8    | 7   | +1  | 3    | النهائيات         |
| 5  | ب  | عمان                     | 2   | 1 | 0 | 1 | 2    | 2   | 0   | 3    | النهائيات         |
| 6  | أ  | اليمن                    | 2   | 1 | 0 | 1 | 4    | 5   | −1  | 3    |                   |
| 7  | ج  | طاجيكستان                | 2   | 1 | 0 | 1 | 2    | 3   | −1  | 3    |                   |
| 8  | ع  | الصين                    | 2   | 1 | 0 | 1 | 1    | 4   | −3  | 3    |                   |
| 9  | ق  | هونغ كونغ                | 2   | 1 | 0 | 1 | 5    | 9   | −4  | 3    |                   |
| 10 | س  | سوريا                    | 2   | 0 | 2 | 0 | 2    | 2   | 0   | 2    |                   |
| 11 | ص  | لاوس                     | 2   | 0 | 2 | 0 | 2    | 2   | 0   | 2    |                   |

1. 1 2  تم ترتيب فيتنام وتايلاند حسب النقاط التأديبية.
2. 1 2  تم ترتيب سوريا ولاوس حسب النقاط التأديبية.

## المنتخبات المتأهلة
تأهلت المنتخبات التالية ال16 إلى نهائيات المسابقة.
| منتخب                    | تأهل بصفته       | تأهل يوم       | الظهور السابق في البطولة2'                                                  |
| ------------------------ | ---------------- | -------------- | --------------------------------------------------------------------------- |
| الهند                    | المستضيف         | 3 يونيو 2015   | 6 (1990، 1996، 2002، 2004، 2008، 2012)                                      |
| أوزبكستان                | متصدر المجموعة أ | 20 سبتمبر 2015 | 8 (1994، 1996، 2002، 2004، 2008، 2010، 2012، 2014)                          |
| قرغيزستان                | متصدر المجموعة ب | 27 أكتوبر 2015 | 0 (أول ظهور)                                                                |
| العراق                   | متصدر المجموعة ج | 20 سبتمبر 2015 | 8 (1985، 1988، 1994، 1998، 2004، 2006، 2010، 2012)                          |
| السعودية                 | متصدر المجموعة د | 20 سبتمبر 2015 | 9 (1985، 1986، 1988، 1992، 1994، 2006، 2008، 2012، 2014)                    |
| إيران                    | متصدر المجموعة ر | 20 سبتمبر 2015 | 9 (1996، 1998، 2000، 2004، 2006، 2008، 2010، 2012، 2014)                    |
| الكويت                   | متصدر المجموعة س | 20 سبتمبر 2015 | 5 (2000، 2004، 2010، 2012، 2014)                                            |
| ماليزيا                  | متصدر المجموعة ص | 20 سبتمبر 2015 | 3 (2004، 2008، 2014)                                                        |
| كوريا الشمالية           | متصدر المجموعة ط | 6 سبتمبر 2015  | 9 (1986، 1988، 1992، 1998، 2004، 2006، 2010، 2012، 2014)                    |
| كوريا الجنوبية           | متصدر المجموعة ع | 20 سبتمبر 2015 | 11 (1986، 1988، 1990، 1994، 1998، 2002، 2004، 2006، 2008، 2012، 2014)       |
| أستراليا                 | متصدر المجموعة ف | 20 سبتمبر 2015 | 4 (2008، 2010، 2012، 2014)                                                  |
| اليابان                  | متصدر المجموعة ق | 20 سبتمبر 2015 | 12 (1988، 1994، 1996، 1998، 2000، 2002، 2004، 2006، 2008، 2010، 2012، 2014) |
| فيتنام                   | أفضل وصيف        | 20 سبتمبر 2015 | 5 (2000، 2002، 2004، 2006، 2010)                                            |
| تايلاند                  | ثاني أفضل وصيف   | 20 سبتمبر 2015 | 9 (1985، 1988، 1992، 1996، 1998، 2000، 2004، 2012، 2014)                    |
| الإمارات العربية المتحدة | ثالث أفضل وصيف   | 20 سبتمبر 2015 | 6 (1990، 1992، 1994، 2002، 2008، 2010)                                      |
| عمان                     | رابع أفضل وصيف   | 20 سبتمبر 2015 | 8 (1994، 1996، 1998، 2000، 2004، 2010، 2012، 2014)                          |

2 يدل الخط العريض على التتويج في تلك النسخة. يدل الخط المائل على استضافة تلك النسخة.

## مسجلي الأهداف
6 أهداف
- بارك جيون-غين
- رسول يولدوشوف

5 أهداف
- علاء عدنان جبار
- تاكيفوسا كوبو
- محمد إيزرين
- شين سانغ-وي
- جواو بيدرو دا سيلفا فريتاس
- تران فان دات

4 أهداف
- سوريش سينغ وانغجام
- ري هيراكاوا
- محمد ألف صفوان
- محمد إقبال حاكم
- كياو كياو هتيت
- فيدل فيكتور تاكاردون
- حمد العبدان
- لي دونغ-ريول
- كوراويتش تاسا
- دانيلسون كونسيساو أراوجو
- ماجد راشد
- أبو بكر مويدينوف
- بوي أنه دوك

3 أهداف
- ميرزا مرادوفيتش
- أحمد سويدان
- وو زيوي
- محمد شريفي
- تايسي ميياشيرو
- كيتو ناكامورا
- أكيتو تاناهاشي
- سايافون سينغسافانغ
- عارف شاكرين
- هتون ساي
- ريجين سوبا
- كونغ جين-سونغ
- ماريانو سوبا
- دوم لوكاس مارتينز فاتيما براز
- عبد الناظر عبد الرحمنوف
- ماك نغوك ها
- نغوين دوي خييم

هدفين
- رحمت أكبري
- جايدون سيلدن
- خالد عبد الله
- تشين رونغ
- جو جون تشين
- إيتان يونغ يات يونغ
- أمان تشيتري
- محمد رضا غبيشاوي
- آيومو سيكو
- يوكيناري سوغاوارا
- مهند أبو عوض
- أمير شيغايباييف
- بوالافا تشاليونسوك
- نيلانه إينتابانيا
- نيلان
- هين هتيت أونغ
- دينيش هينجان
- كيم تشونغ-جين
- كيي تام
- محمد الخميسي
- أحمد عليان
- هشام علي
- نايف موسى الماس
- كيم دونغ-بوم
- كو جون-هي
- بارك تشان-بين
- يونغ دونغ-هيون
- زيوفودين فوزايلوف
- جيناوات روسامي
- جيليتو كورته-ريال ليته سميث
- نغوين خاك خييم
- فو دينه هاي
- وليد أسود
- مراد مرشد
- عبد المجيد صبارة

هدف
- أمير علي
- أميد حيدر صانع
- لاتشلان بروك
- أنتونيس مارتيس
- ميرسيم ميميتي
- مارك موريتش
- رامي نجارين
- أندرو فيسكيليو
- رايان ييتس
- سروار زمان نيبو
- محمد شاون
- سيينغ تشانتيا
- تشين تشوانجيانغ
- غينغ تاي لي
- سون تشين هان
- جو تشين جيي
- تشين وي-تزي
- تساي تشينغ-جو
- تشان كا شينغ
- جوناتان لينوكس تشيونغ
- إريك أندرس ويلبورن
- غاستون دسيلفا
- أمارجيت سينغ كيام
- بوريس سينغ تانغجام
- كومال تاتال
- محمد رضا داوري
- محمد قادري
- محسن غودرزي
- أمير خدامرادي
- وحيد نامداري
- عرفان صادقي
- محمد سرداري
- منتظر عبد السادة
- محمد رضا جليل
- أحمد سرتيب
- صالح مهدي صالح
- تويتشي سوزوكي
- هيروتو يامادا
- ليث حبول
- خالد صياحين
- جاسم راشد
- غولجيغيت أليكولوف
- غولجيغيت بوروباييف
- ماكسات جاكيبالييف
- تيمور أولو أوروزبيك
- بونباتشان بونكونغ
- سايا مونلانغسي
- تاتايا فوتافونغ
- جواد عبد الله
- محمود قعور
- ليونغ تشي سينغ
- ألف هيكل لقمان
- أزرين بن أزهري
- محمد نجمي
- نور أميرول
- زين العارفين
- أونغ تشيت أو كو كو
- بو بو أونغ
- تيت باينغ هتو
- خوسبايار باياركو
- بات-إرديني إردينيتشيميغ
- مانيش باهادور كاركي
- بريزين تامانغ
- كيم كيونغ-سوك
- كوون نام-هيوك
- بايك كوانغ-مين
- ري سونغ-جين
- يون مين
- أنتوني غرانت فروت
- سونجون تينوريو
- معتصم البكري
- محمد القائدي
- ثامر الزعابي
- أحمد أبو رادحة
- جيلاني بوربون
- كير جون نابوليتانو
- كايل رونكيلو
- أحمد الغنيهي
- محمد عبد الرحمن
- صالح سعيد
- ضاري العنزي
- علي الشيخي
- محمد منصور مالي
- عبد العزيز الضويحي
- فراس البريكان
- خيري بن عبد الحميد
- عرفان جيفري
- غلين كويه
- تشيون سيونغ-هون
- كيم تاي-هوان
- سون جاي-هيوك
- يو جي-هو
- محمد فارس كنعان
- محمد ملطة
- وحدت حنانوف
- مبينجان مؤمنوف
- فريدون نعمتوف
- آفاز قامتشينوف
- يافيت بيليما باروس
- فيلومينو جونيور دا كوستا
- أرميندو فييرا سواريز غوسامو
- أورسيليو نوبيليتو مويزس
- كريم قرابيكوف
- عبد الله النقبي
- علي صالح عمرو
- سلطان سعيد
- عبد الحي إسماعيلوف
- إسلام كريموف
- اختيار خولدوروف
- شكرت نعمتوف
- بهرامجان سواتوف
- أوستون أورونوف
- نغوين هو تانغ
- نغوين هوينه سانغ
- نغوين ترونغ لونغ
- أونغ نغوك تيين
- محمد الحمداني
- مختار الخليل
- أحمد حامد سعيد

هدف ذاتي
- خافيير بيناولا نابوتي (لعب ضد أستراليا)
- أنطوان حبيب بلدي (لعب ضد الهند)
- محمد أزهان حميد (لعب ضد اليمن)
- بريتشي روي جيمس (لعب ضد ماليزيا)
- عبد العزيز المالكي (لعب ضد الإمارات العربية المتحدة)
- سالفادور فاريلا (لعب ضد لاوس)
- آغاجان جمعاييف (لعب ضد طاجيكستان)

مصدر: the-afc.com

## روابط خارجية
- بطولة آسيا تحت 16 سنة لكرة القدم
، the-AFC.com